# Oroix
 Oroix  (en occitano Auroish) es una comuna y población de Francia, en la región de Mediodía-Pirineos, departamento de Altos Pirineos, en el distrito de Tarbes y cantón de Bordères-sur-l'Échez.
Su población legal en 2009 era de 120 habitantes.
Está integrada en la Communauté de communes Vic-Montaner.

## Demografía
| 126 | 122 | 122 | 119 | 117 | 122 | 120 |
| Para los censos de 1962 a 1999 la población legal corresponde a la población sin duplicidades (Fuente: INSEE [Consultar]) |     |     |     |     |     |     |